# FA Women's Super League 2016
De FA Women's Super League 2016 was het zesde seizoen van de Engelse Superliga voor vrouwenvoetbal. Het was tevens het laatste seizoen waarin die georganiseerd werd als een zomercompetitie: vanaf 2017 wordt de WSL - net als de Premier League bij de mannen - volgens een winterseizoen afgewerkt. Voor het eerst promoveerde een club uit de reeks onder de WSL, de Women's Premier League, naar de WSL, met name Sheffield FC.

## WSL 1

### Wijzigingen
De eerste zeven clubs uit de FA Women's Super League 2015 bleven in de hoogste afdeling. Door de uitbreiding van WSL1 stegen twéé clubs (Doncaster en Reading), terwijl er maar één (Bristol Academy) zakte.

### Teams
| Club                    | Plaats     | Stadion                        | Capaciteit | Resultaat 2015 |
| ----------------------- | ---------- | ------------------------------ | ---------- | -------------- |
| Arsenal                 | Londen     | Meadow Park                    | 4502       | 3e             |
| Birmingham City         | Birmingham | Damson Park                    | 3050       | 6e             |
| Chelsea                 | Londen     | Wheatsheaf Park                | 3009       | 1e             |
| Doncaster Rovers Belles | Doncaster  | Keepmoat Stadium               | 15231      | 2e in de WSL 2 |
| Liverpool               | Liverpool  | Halton Stadium                 | 13350      | 7e             |
| Manchester City         | Manchester | Academy Stadium                | 7000       | 2e             |
| Notts County            | Nottingham | Meadow Lane                    | 20229      | 5e             |
| Reading                 | Reading    | The Rushmoor Community Stadium | 6000       | 1e in de WSL 2 |
| Sunderland              | Sunderland | The Hetton Centre              | 2500       | 4e             |

### Klassement

#### Tabel
| #  | Team            | GW | Win | Gel | Ver | Voor | Tegen | Saldo | Pnt | Opm |
| -- | --------------- | -- | --- | --- | --- | ---- | ----- | ----- | --- | --- |
| 1. | Manchester City | 16 | 13  | 3   | 0   | 36   | 4     | +32   | 42  |     |
| 2. | Chelsea         | 16 | 12  | 1   | 3   | 42   | 17    | +25   | 37  |     |
| 3. | Arsenal         | 16 | 10  | 2   | 4   | 33   | 14    | +19   | 32  |     |
| 4. | Birmingham City | 16 | 7   | 6   | 3   | 18   | 13    | +5    | 27  |     |
| 5. | Liverpool       | 16 | 7   | 4   | 5   | 27   | 23    | +4    | 25  |     |
| 6. | Notts County    | 16 | 4   | 4   | 8   | 16   | 26    | -10   | 16  |     |
| 7. | Sunderland      | 16 | 2   | 4   | 10  | 17   | 41    | -24   | 10  |     |
| 8. | Reading *       | 16 | 1   | 6   | 9   | 15   | 26    | -11   | 9   |     |
| 9. | Doncaster *     | 16 | 1   | 0   | 15  | 8    | 48    | -40   | 3   |     |

#### Legenda
| Kleur | Resultaat                                 |
| ----- | ----------------------------------------- |
|       | Kwalificatie voor de Champions League     |
|       | Degradatie naar FA WSL 2                  |
|       | Zeker van titel                           |
|       | Zeker van degradatie                      |
| *     | gepromoveerd voor aanvang van dit seizoen |

## WSL 2

### Wijzigingen
De twee eerste ploegen uit de vorige editie, Doncaster Belles en Reading, promoveerden. In hun plaats kwam door de uitbreiding van WSL1 slechts één club: Bristol Academy, dat zich sindsdien omdoopte tot Bristol City, zakte. Het aantal ploegen in WSL2 bleef evenwel hetzelfde, want bij de degradant en de acht ploegen die hun plaats behielden, kwam voor het eerst ook de kampioen van de Women's Premier League: Sheffield FC. Vanuit de WSL2 is echter geen degradatie mogelijk naar de Premier League.

### Teams
| Club               | Plaats     | Stadion                    | Capaciteit | Resultaat 2015 |
| ------------------ | ---------- | -------------------------- | ---------- | -------------- |
| Aston Villa        | Birmingham | Central Ground, Coles Lane | 2000       | 5e             |
| Bristol City       | Bristol    | Stoke Gifford Stadium      | 1500       | 8e in de WSL 1 |
| Durham             | Durham     | New Ferens Park            | 3000       | 7e             |
| Everton            | Liverpool  | Halton Stadium             | 13350      | 3e             |
| London Bees        | Londen     | The Hive Stadium           | 5176       | 8e             |
| Millwall Lionesses | Londen     | The Den                    | 20146      | 9e             |
| Oxford United      | Oxford     | Northcourt Road            | 2000       | 6e             |
| Sheffield          | Sheffield  | Coach and Horses           | 2000       | 1e in de WPL   |
| Watford            | Watford    | Broadwater                 | 2000       | 10e            |
| Yeovil Town        | Yeovil     | Huish Park                 | 9565       | 4e             |

### Klassement

#### Tabel
| #   | Team               | GW | Win | Gel | Ver | Voor | Tegen | Saldo | Pnt | Opm |
| --- | ------------------ | -- | --- | --- | --- | ---- | ----- | ----- | --- | --- |
| 1.  | Yeovil Town        | 18 | 12  | 3   | 3   | 41   | 16    | +25   | 39  |     |
| 2.  | Bristol City °     | 18 | 12  | 3   | 3   | 37   | 16    | +21   | 39  |     |
| 3.  | Everton            | 18 | 10  | 4   | 4   | 35   | 18    | +17   | 34  |     |
| 4.  | Durham             | 18 | 10  | 3   | 5   | 30   | 19    | +11   | 33  |     |
| 5.  | Sheffield *        | 18 | 7   | 5   | 6   | 25   | 18    | +7    | 26  |     |
| 6.  | Aston Villa        | 18 | 7   | 3   | 8   | 26   | 27    | -1    | 24  |     |
| 7.  | London Bees        | 18 | 6   | 4   | 8   | 28   | 39    | -11   | 22  |     |
| 8.  | Millwall Lionesses | 18 | 3   | 7   | 8   | 24   | 31    | -7    | 16  |     |
| 9.  | Oxford United      | 18 | 4   | 1   | 13  | 20   | 42    | -22   | 13  |     |
| 10. | Watford            | 18 | 2   | 1   | 15  | 13   | 53    | -40   | 7   |     |

#### Legenda
| Kleur | Resultaat                                 |
| ----- | ----------------------------------------- |
|       | Promotie naar FA WSL 1                    |
|       | Zeker van titel                           |
|       | Zeker van promotie                        |
| *     | gepromoveerd voor aanvang van dit seizoen |
| °     | gedegradeerd voor aanvang van dit seizoen |